# Méréville (Essonne)
Méréville korábbi község (település) Franciaországban, Essonne megyében. 
2019. január 1-jén Estouches községgel egyesült és delegált községként Le Mérévillois új község része lett. Lakosainak száma 3059 fő (2018. január 1.). Méréville Saclas, Autruy-sur-Juine, Angerville, Estouches, Guillerval, Monnerville és Saint-Cyr-la-Rivière községekkel határos.

## Népesség
A település népességének változása:
| Lakosok száma | 3130 | 3164 | 3170 | 3094 | 3059 |
|               | 2013 | 2015 | 2016 | 2017 | 2018 |